# Wszyscy kochają Mandy Lane
Wszyscy kochają Mandy Lane (ang. All the Boys Love Mandy Lane) – amerykański slasher z 2006 roku.

## Fabuła
Mandy Lane (Amber Heard) to najpiękniejsza, lecz jednocześnie najbardziej cnotliwa dziewczyna w liceum. Zainspirowani urodą Mandy koledzy z jej szkoły organizują imprezę na ranczu należącym do jednego z nich. Na przyjęciu zjawiają się liczni uczniowie z ich szkoły, a wśród nich Mandy. Chłopcy otwarcie podrywają nastolatkę, a po każdym kolejnym kontakcie z alkoholem są coraz bardziej nachalni. Ich zaloty przerywają niespodziewane zajścia na ranczo, bowiem nagle zaczyna dochodzić do niewytłumaczalnych morderstw.

## Obsada
- Amber Heard jako Mandy Lane
- Anson Mount jako Garth
- Whitney Able jako Chloe
- Michael Welch jako Emmet
- Edwin Hodge jako Bird
- Aaron Himelstein jako Red
- Luke Grimes jako Jake
- Melissa Price jako Marlin
- Adam Powell jako Dylan